# Béhen
Béhen település Franciaországban, Somme megyében. Lakosainak száma 508 fő (2022. január 1.). Béhen Ercourt, Huchenneville, Huppy, Moyenneville és Tœufles községekkel határos.

## Népesség
A település népességének változása:
| Lakosok száma | 474  | 490  | 504  | 509  | 515  | 516  | 524  | 516  | 508  |
|               | 2013 | 2015 | 2016 | 2017 | 2018 | 2019 | 2020 | 2021 | 2022 |